# Saint-Alban-du-Rhône
Saint-Alban-du-Rhône é uma comuna francesa na região administrativa de Auvérnia-Ródano-Alpes, no departamento de Isère. Estende-se por uma área de 3,56 km². Em 2010 a comuna tinha 854 habitantes (densidade: 239,9 hab./km²).